# 1224
Portal Geschichte | Portal Biografien | Aktuelle Ereignisse | Jahreskalender | Tagesartikel

◄ |
12. Jahrhundert |
13. Jahrhundert
| 14. Jahrhundert | ►

◄ |
1190er |
1200er |
1210er |
1220er
| 1230er | 1240er | 1250er | ►

◄◄ |
◄ |
1220 |
1221 |
1222 |
1223 |
1224
| 1225 | 1226 | 1227 | 1228 | ► | ►►
Staatsoberhäupter  · Nekrolog
| Januar | Januar | Januar | Januar | Januar | Januar | Januar | Januar |
| Kw     | Mo     | Di     | Mi     | Do     | Fr     | Sa     | So     |
| ------ | ------ | ------ | ------ | ------ | ------ | ------ | ------ |
| 1      | 1      | 2      | 3      | 4      | 5      | 6      | 7      |
| 2      | 8      | 9      | 10     | 11     | 12     | 13     | 14     |
| 3      | 15     | 16     | 17     | 18     | 19     | 20     | 21     |
| 4      | 22     | 23     | 24     | 25     | 26     | 27     | 28     |
| 5      | 29     | 30     | 31     |        |        |        |        |

| Februar | Februar | Februar | Februar | Februar | Februar | Februar | Februar |
| Kw      | Mo      | Di      | Mi      | Do      | Fr      | Sa      | So      |
| ------- | ------- | ------- | ------- | ------- | ------- | ------- | ------- |
| 5       |         |         |         | 1       | 2       | 3       | 4       |
| 6       | 5       | 6       | 7       | 8       | 9       | 10      | 11      |
| 7       | 12      | 13      | 14      | 15      | 16      | 17      | 18      |
| 8       | 19      | 20      | 21      | 22      | 23      | 24      | 25      |
| 9       | 26      | 27      | 28      | 29      |         |         |         |

| März | März | März | März | März | März | März | März |
| Kw   | Mo   | Di   | Mi   | Do   | Fr   | Sa   | So   |
| ---- | ---- | ---- | ---- | ---- | ---- | ---- | ---- |
| 9    |      |      |      |      | 1    | 2    | 3    |
| 10   | 4    | 5    | 6    | 7    | 8    | 9    | 10   |
| 11   | 11   | 12   | 13   | 14   | 15   | 16   | 17   |
| 12   | 18   | 19   | 20   | 21   | 22   | 23   | 24   |
| 13   | 25   | 26   | 27   | 28   | 29   | 30   | 31   |

| April | April | April | April | April | April | April | April |
| Kw    | Mo    | Di    | Mi    | Do    | Fr    | Sa    | So    |
| ----- | ----- | ----- | ----- | ----- | ----- | ----- | ----- |
| 14    | 1     | 2     | 3     | 4     | 5     | 6     | 7     |
| 15    | 8     | 9     | 10    | 11    | 12    | 13    | 14    |
| 16    | 15    | 16    | 17    | 18    | 19    | 20    | 21    |
| 17    | 22    | 23    | 24    | 25    | 26    | 27    | 28    |
| 18    | 29    | 30    |       |       |       |       |       |

| Mai | Mai | Mai | Mai | Mai | Mai | Mai | Mai |
| Kw  | Mo  | Di  | Mi  | Do  | Fr  | Sa  | So  |
| --- | --- | --- | --- | --- | --- | --- | --- |
| 18  |     |     | 1   | 2   | 3   | 4   | 5   |
| 19  | 6   | 7   | 8   | 9   | 10  | 11  | 12  |
| 20  | 13  | 14  | 15  | 16  | 17  | 18  | 19  |
| 21  | 20  | 21  | 22  | 23  | 24  | 25  | 26  |
| 22  | 27  | 28  | 29  | 30  | 31  |     |     |

| Juni | Juni | Juni | Juni | Juni | Juni | Juni | Juni |
| Kw   | Mo   | Di   | Mi   | Do   | Fr   | Sa   | So   |
| ---- | ---- | ---- | ---- | ---- | ---- | ---- | ---- |
| 22   |      |      |      |      |      | 1    | 2    |
| 23   | 3    | 4    | 5    | 6    | 7    | 8    | 9    |
| 24   | 10   | 11   | 12   | 13   | 14   | 15   | 16   |
| 25   | 17   | 18   | 19   | 20   | 21   | 22   | 23   |
| 26   | 24   | 25   | 26   | 27   | 28   | 29   | 30   |

| Juli | Juli | Juli | Juli | Juli | Juli | Juli | Juli |
| Kw   | Mo   | Di   | Mi   | Do   | Fr   | Sa   | So   |
| ---- | ---- | ---- | ---- | ---- | ---- | ---- | ---- |
| 27   | 1    | 2    | 3    | 4    | 5    | 6    | 7    |
| 28   | 8    | 9    | 10   | 11   | 12   | 13   | 14   |
| 29   | 15   | 16   | 17   | 18   | 19   | 20   | 21   |
| 30   | 22   | 23   | 24   | 25   | 26   | 27   | 28   |
| 31   | 29   | 30   | 31   |      |      |      |      |

| August | August | August | August | August | August | August | August |
| Kw     | Mo     | Di     | Mi     | Do     | Fr     | Sa     | So     |
| ------ | ------ | ------ | ------ | ------ | ------ | ------ | ------ |
| 31     |        |        |        | 1      | 2      | 3      | 4      |
| 32     | 5      | 6      | 7      | 8      | 9      | 10     | 11     |
| 33     | 12     | 13     | 14     | 15     | 16     | 17     | 18     |
| 34     | 19     | 20     | 21     | 22     | 23     | 24     | 25     |
| 35     | 26     | 27     | 28     | 29     | 30     | 31     |        |

| September | September | September | September | September | September | September | September |
| Kw        | Mo        | Di        | Mi        | Do        | Fr        | Sa        | So        |
| --------- | --------- | --------- | --------- | --------- | --------- | --------- | --------- |
| 35        |           |           |           |           |           |           | 1         |
| 36        | 2         | 3         | 4         | 5         | 6         | 7         | 8         |
| 37        | 9         | 10        | 11        | 12        | 13        | 14        | 15        |
| 38        | 16        | 17        | 18        | 19        | 20        | 21        | 22        |
| 39        | 23        | 24        | 25        | 26        | 27        | 28        | 29        |
| 40        | 30        |           |           |           |           |           |           |

| Oktober | Oktober | Oktober | Oktober | Oktober | Oktober | Oktober | Oktober |
| Kw      | Mo      | Di      | Mi      | Do      | Fr      | Sa      | So      |
| ------- | ------- | ------- | ------- | ------- | ------- | ------- | ------- |
| 40      |         | 1       | 2       | 3       | 4       | 5       | 6       |
| 41      | 7       | 8       | 9       | 10      | 11      | 12      | 13      |
| 42      | 14      | 15      | 16      | 17      | 18      | 19      | 20      |
| 43      | 21      | 22      | 23      | 24      | 25      | 26      | 27      |
| 44      | 28      | 29      | 30      | 31      |         |         |         |

| November | November | November | November | November | November | November | November |
| Kw       | Mo       | Di       | Mi       | Do       | Fr       | Sa       | So       |
| -------- | -------- | -------- | -------- | -------- | -------- | -------- | -------- |
| 44       |          |          |          |          | 1        | 2        | 3        |
| 45       | 4        | 5        | 6        | 7        | 8        | 9        | 10       |
| 46       | 11       | 12       | 13       | 14       | 15       | 16       | 17       |
| 47       | 18       | 19       | 20       | 21       | 22       | 23       | 24       |
| 48       | 25       | 26       | 27       | 28       | 29       | 30       |          |

| Dezember | Dezember | Dezember | Dezember | Dezember | Dezember | Dezember | Dezember |
| Kw       | Mo       | Di       | Mi       | Do       | Fr       | Sa       | So       |
| -------- | -------- | -------- | -------- | -------- | -------- | -------- | -------- |
| 48       |          |          |          |          |          |          | 1        |
| 49       | 2        | 3        | 4        | 5        | 6        | 7        | 8        |
| 50       | 9        | 10       | 11       | 12       | 13       | 14       | 15       |
| 51       | 16       | 17       | 18       | 19       | 20       | 21       | 22       |
| 52       | 23       | 24       | 25       | 26       | 27       | 28       | 29       |
| 1        | 30       | 31       |          |          |          |          |          |

| Januar | Januar | Januar | Januar | Januar | Januar | Januar | Januar |
| Kw     | Mo     | Di     | Mi     | Do     | Fr     | Sa     | So     |
| ------ | ------ | ------ | ------ | ------ | ------ | ------ | ------ |
| 1      | 1      | 2      | 3      | 4      | 5      | 6      | 7      |
| 2      | 8      | 9      | 10     | 11     | 12     | 13     | 14     |
| 3      | 15     | 16     | 17     | 18     | 19     | 20     | 21     |
| 4      | 22     | 23     | 24     | 25     | 26     | 27     | 28     |
| 5      | 29     | 30     | 31     |        |        |        |        |

| Februar | Februar | Februar | Februar | Februar | Februar | Februar | Februar |
| Kw      | Mo      | Di      | Mi      | Do      | Fr      | Sa      | So      |
| ------- | ------- | ------- | ------- | ------- | ------- | ------- | ------- |
| 5       |         |         |         | 1       | 2       | 3       | 4       |
| 6       | 5       | 6       | 7       | 8       | 9       | 10      | 11      |
| 7       | 12      | 13      | 14      | 15      | 16      | 17      | 18      |
| 8       | 19      | 20      | 21      | 22      | 23      | 24      | 25      |
| 9       | 26      | 27      | 28      | 29      |         |         |         |

| März | März | März | März | März | März | März | März |
| Kw   | Mo   | Di   | Mi   | Do   | Fr   | Sa   | So   |
| ---- | ---- | ---- | ---- | ---- | ---- | ---- | ---- |
| 9    |      |      |      |      | 1    | 2    | 3    |
| 10   | 4    | 5    | 6    | 7    | 8    | 9    | 10   |
| 11   | 11   | 12   | 13   | 14   | 15   | 16   | 17   |
| 12   | 18   | 19   | 20   | 21   | 22   | 23   | 24   |
| 13   | 25   | 26   | 27   | 28   | 29   | 30   | 31   |

| April | April | April | April | April | April | April | April |
| Kw    | Mo    | Di    | Mi    | Do    | Fr    | Sa    | So    |
| ----- | ----- | ----- | ----- | ----- | ----- | ----- | ----- |
| 14    | 1     | 2     | 3     | 4     | 5     | 6     | 7     |
| 15    | 8     | 9     | 10    | 11    | 12    | 13    | 14    |
| 16    | 15    | 16    | 17    | 18    | 19    | 20    | 21    |
| 17    | 22    | 23    | 24    | 25    | 26    | 27    | 28    |
| 18    | 29    | 30    |       |       |       |       |       |

| Mai | Mai | Mai | Mai | Mai | Mai | Mai | Mai |
| Kw  | Mo  | Di  | Mi  | Do  | Fr  | Sa  | So  |
| --- | --- | --- | --- | --- | --- | --- | --- |
| 18  |     |     | 1   | 2   | 3   | 4   | 5   |
| 19  | 6   | 7   | 8   | 9   | 10  | 11  | 12  |
| 20  | 13  | 14  | 15  | 16  | 17  | 18  | 19  |
| 21  | 20  | 21  | 22  | 23  | 24  | 25  | 26  |
| 22  | 27  | 28  | 29  | 30  | 31  |     |     |

| Juni | Juni | Juni | Juni | Juni | Juni | Juni | Juni |
| Kw   | Mo   | Di   | Mi   | Do   | Fr   | Sa   | So   |
| ---- | ---- | ---- | ---- | ---- | ---- | ---- | ---- |
| 22   |      |      |      |      |      | 1    | 2    |
| 23   | 3    | 4    | 5    | 6    | 7    | 8    | 9    |
| 24   | 10   | 11   | 12   | 13   | 14   | 15   | 16   |
| 25   | 17   | 18   | 19   | 20   | 21   | 22   | 23   |
| 26   | 24   | 25   | 26   | 27   | 28   | 29   | 30   |

| Juli | Juli | Juli | Juli | Juli | Juli | Juli | Juli |
| Kw   | Mo   | Di   | Mi   | Do   | Fr   | Sa   | So   |
| ---- | ---- | ---- | ---- | ---- | ---- | ---- | ---- |
| 27   | 1    | 2    | 3    | 4    | 5    | 6    | 7    |
| 28   | 8    | 9    | 10   | 11   | 12   | 13   | 14   |
| 29   | 15   | 16   | 17   | 18   | 19   | 20   | 21   |
| 30   | 22   | 23   | 24   | 25   | 26   | 27   | 28   |
| 31   | 29   | 30   | 31   |      |      |      |      |

| August | August | August | August | August | August | August | August |
| Kw     | Mo     | Di     | Mi     | Do     | Fr     | Sa     | So     |
| ------ | ------ | ------ | ------ | ------ | ------ | ------ | ------ |
| 31     |        |        |        | 1      | 2      | 3      | 4      |
| 32     | 5      | 6      | 7      | 8      | 9      | 10     | 11     |
| 33     | 12     | 13     | 14     | 15     | 16     | 17     | 18     |
| 34     | 19     | 20     | 21     | 22     | 23     | 24     | 25     |
| 35     | 26     | 27     | 28     | 29     | 30     | 31     |        |

| September | September | September | September | September | September | September | September |
| Kw        | Mo        | Di        | Mi        | Do        | Fr        | Sa        | So        |
| --------- | --------- | --------- | --------- | --------- | --------- | --------- | --------- |
| 35        |           |           |           |           |           |           | 1         |
| 36        | 2         | 3         | 4         | 5         | 6         | 7         | 8         |
| 37        | 9         | 10        | 11        | 12        | 13        | 14        | 15        |
| 38        | 16        | 17        | 18        | 19        | 20        | 21        | 22        |
| 39        | 23        | 24        | 25        | 26        | 27        | 28        | 29        |
| 40        | 30        |           |           |           |           |           |           |

| Oktober | Oktober | Oktober | Oktober | Oktober | Oktober | Oktober | Oktober |
| Kw      | Mo      | Di      | Mi      | Do      | Fr      | Sa      | So      |
| ------- | ------- | ------- | ------- | ------- | ------- | ------- | ------- |
| 40      |         | 1       | 2       | 3       | 4       | 5       | 6       |
| 41      | 7       | 8       | 9       | 10      | 11      | 12      | 13      |
| 42      | 14      | 15      | 16      | 17      | 18      | 19      | 20      |
| 43      | 21      | 22      | 23      | 24      | 25      | 26      | 27      |
| 44      | 28      | 29      | 30      | 31      |         |         |         |

| November | November | November | November | November | November | November | November |
| Kw       | Mo       | Di       | Mi       | Do       | Fr       | Sa       | So       |
| -------- | -------- | -------- | -------- | -------- | -------- | -------- | -------- |
| 44       |          |          |          |          | 1        | 2        | 3        |
| 45       | 4        | 5        | 6        | 7        | 8        | 9        | 10       |
| 46       | 11       | 12       | 13       | 14       | 15       | 16       | 17       |
| 47       | 18       | 19       | 20       | 21       | 22       | 23       | 24       |
| 48       | 25       | 26       | 27       | 28       | 29       | 30       |          |

| Dezember | Dezember | Dezember | Dezember | Dezember | Dezember | Dezember | Dezember |
| Kw       | Mo       | Di       | Mi       | Do       | Fr       | Sa       | So       |
| -------- | -------- | -------- | -------- | -------- | -------- | -------- | -------- |
| 48       |          |          |          |          |          |          | 1        |
| 49       | 2        | 3        | 4        | 5        | 6        | 7        | 8        |
| 50       | 9        | 10       | 11       | 12       | 13       | 14       | 15       |
| 51       | 16       | 17       | 18       | 19       | 20       | 21       | 22       |
| 52       | 23       | 24       | 25       | 26       | 27       | 28       | 29       |
| 1        | 30       | 31       |          |          |          |          |          |

## Ereignisse

### Politik und Weltgeschehen

#### Albigenserkreuzzug

Wappen der Grafen von Toulouse

- 14. Januar: Nach mehrmonatiger Belagerung der Stadt Carcassonne durch okzitanische Truppen unter der Führung von Graf Raimund VII. von Toulouse und Provence und Vizegraf Raimund II. Trencavel von Carcassonne vermittelt Erzbischof Arnaud Amaury von Narbonne einen Friedensvertrag mit den eingeschlossenen Kreuzrittern. Amaury de Montfort unterzeichnet am Ufer der Aude die Kapitulationsurkunde und verlässt mit den letzten zwanzig Kreuzfahrern das Languedoc. Der Albigenserkreuzzug ist damit nach 15 Jahren gescheitert. In der Folgezeit können die alten okzitanischen Grundherren in ihre Ländereien zurückkehren, von denen sie in den Jahren zuvor von den Kreuzrittern vertrieben worden sind. Auch Raimund VII. kann bis zum Ende des Jahres das Herrschaftsgebiet seiner Vorfahren weitgehend von den Besatzern befreien. So unterwirft er wieder die Städte Albi und Agde. Erst auf Druck des Erzbischofs Arnaud Amaury gibt er dem Bischof von Agde die Stadtherrschaft in Form einer Vizegrafschaft zurück, nun freilich als sein Lehensherr.
- Januar: Der neue französische König Ludwig VIII. stimmt einem von Papst Honorius III. geforderten neuerlichen Kreuzzug gegen die Katharer zu, legt in einem Memorandum jedoch umfangreiche Bedingungen fest: Er verlangt die alleinige Befehlsgewalt über den Kreuzzug, und alles eroberte Land soll unumschränkt und für alle Zeiten ihm und seinen Erben als Eigentum anheimfallen.

#### Französisch-Englischer Krieg

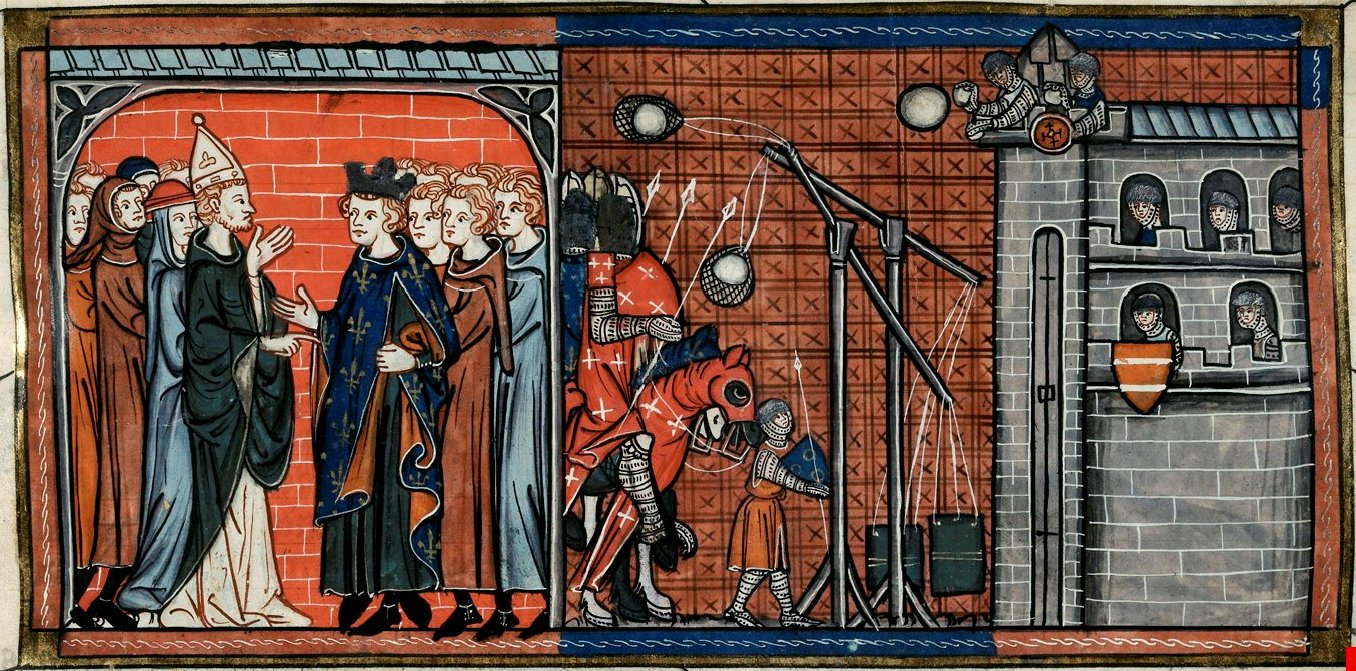
Ludwig VIII. belagert La Rochelle; mittelalterliche Darstellung

- 24. Juni: Ein neuer Französisch-Englischer Krieg beginnt. Der französische König Ludwig VIII. nutzt die Schwäche des englischen Königs Heinrich III. aus, der in seiner Heimat gerade mit der Rebellion von Falkes de Bréauté beschäftigt ist, und marschiert in das Poitou, einen Rest des Angevinischen Reiches, ein. Bis Juli erobert er zahlreiche Städte, worauf sich Savary de Mauléon, der englische Seneschall des Poitou, nach La Rochelle zurückzieht.
- Am 15. Juli beginnt die Belagerung der Stadt, die sich bereits am 3. August ergibt.
- November: Der 13-jährige deutsche Mitkönig Heinrich weist im Gegensatz zu seinem Vater ein Bündnisangebot des französischen Königs Ludwig VIII. gegen England unter dem Einfluss von Erzbischof Engelbert I. von Köln zurück.

#### Heiliges Römisches Reich/Dänemark
- 4. Juli: Der dänische Reichsverweser Albrecht II. von Orlamünde schließt mit Heinrich I. von Schwerin das Abkommen von Dannenberg zur Freilassung des im Vorjahr in Gefangenschaft geratenen dänischen Königs Waldemar II. Da jedoch mehrere norddeutsche Fürsten mit dem Verhandlungsergebnis unzufrieden sind und auch Waldemar die Forderungen ablehnt, tritt die Einigung nicht in Kraft.
- Der römisch-deutsche Mitkönig Heinrich erlässt den Reichslandfrieden Treuga Henrici.

#### Baltikum
- Der Schwertbrüderorden erobert die estnische Burg Tharbatum und nennt sie Dorpat. Sie gründen dort das Bistum Dorpat.

#### Almohadenreich

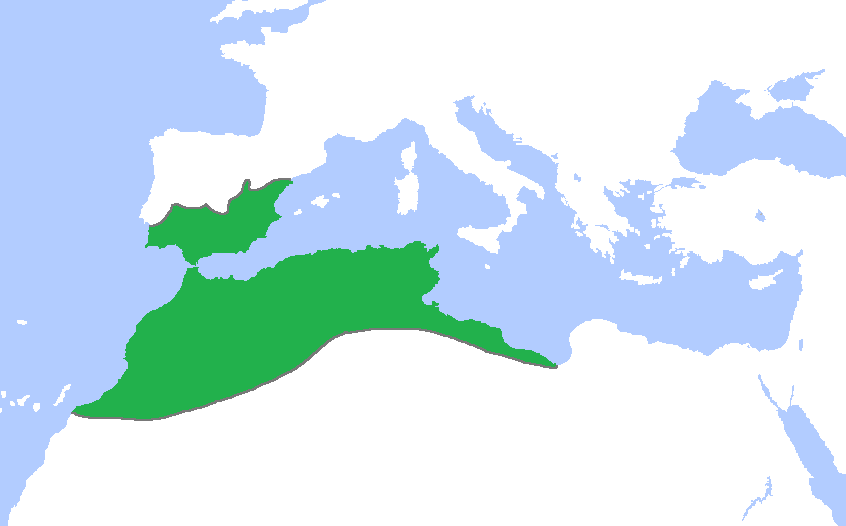
Das Almohadenreich

Nach dem Tod von Yusuf II. al-Mustansir brechen Machtkämpfe unter den Stammesführern der Almohaden aus. Abd al-Wahid I. al-Muchlu, ein Sohn von Abu Yaqub Yusuf I., wird als Nachfolger von Yusuf II. schon nach wenigen Monaten abgesetzt. Neuer Kalif wird Abdallah al-Adil, ein Sohn von Yaʿqūb al-Mansūr.

#### Byzantinisches Reich/Kreuzfahrerstaaten
- Frühjahr: In dem Versuch, den Thron des Kaiserreichs Nikaia zu erobern, führen Isaak Laskaris und Alexios Laskaris, die Brüder des 1222 verstorbene Kaisers Theodor I. Laskaris, einen Feldzug gegen den regierenden Kaiser Johannes III. Dukas Vatatzes. Unterstützung erhalten die beiden dabei vom Lateinischen Kaiserreich unter Robert de Cortenay. In der Schlacht von Poimanenon erleiden die Verbündeten eine vernichtende Niederlage. Die beiden Brüder geraten in Gefangenschaft und werden geblendet, das Lateinische Kaiserreich erleidet den völligen militärischen Zusammenbruch und verliert nahezu alle Besitzungen in Kleinasien.
- Dezember: Theodoros I. Komnenos Dukas, Despot von Epirus, erobert nach einer längeren Belagerung Thessaloniki und zerstört damit das lateinische Königreich Thessaloniki. Der halbherzige Versuch Wilhelms VI. von Montferrat, seinem Bruder Demetrius mit einem Entsatzheer den Thron zu retten, kommt damit zu spät.
- Ein Angriff der Rum-Seldschuken auf das Kaiserreich Trapezunt wird von Kaiser Andronikos I. mit Hilfe eines schweren Gewittersturms abgewehrt. Der Sultan von Ikonion gerät in Gefangenschaft und unterschreibt einen Vertrag, wonach Trapezunt in Zukunft keinen Tribut mehr zu leisten hat.
- Philipp von Antiochia, seit zwei Jahren de iure uxoris König von Kleinarmenien, wird von Konstantin von Lambron im Schlafzimmer seiner Gattin Zabel gefangen genommen und eingesperrt.
- Johann von Brienne, Regent des Königreichs Jerusalem, heiratet in Toledo Berengaria von León, die Schwester Ferdinands III. von Kastilien und León. Sein Versuch, Friedrich zu einer Teilnahme an einem Kreuzzug zu bewegen, ist jedoch nicht von Erfolg gekrönt.

#### Kaiserreich China
- 17. September: Nach dem Tod von Song Ningzong wird Song Lizong Kaiser der Song-Dynastie in China.

#### Stadtrechte und urkundliche Ersterwähnungen
- Beckum erhält die Stadtrechte.
- Erste urkundliche Erwähnung von Emden, Fischbach, Founex, Wahlstorf (Holstein), Löptin, Seewis im Prättigau und Tamins

### Wissenschaft und Technik
- 5. Juni: Kaiser Friedrich II. gründet die Universität Neapel gegen den Willen der Kirche. Es entsteht die erste europäische Universität ohne Einwilligung zu ihrer Errichtung durch eine päpstliche Bulle. Das genaue Datum ist allerdings fiktiv; die Mitteilung über die Gründung, deren Abfassung Petrus de Vinea zugeschrieben wird, enthält keine Zeitangabe.
- Kaiser Friedrich II. macht die Zulassung von Ärzten von einer Prüfung vor der medizinischen Fakultät in Salerno abhängig.

### Religion
- 17. September: Auf dem Berg Alverna im Apennin erhält Franz von Assisi in einer Fastenperiode angeblich seine Stigmatisation.
- Kaiser Friedrich II. erlässt in Padua die Ketzergesetze gegen die Ketzer in der Lombardei.
- Die Franziskaner treten erstmals in Thüringen auf.

## Geboren

### Geburtsdatum gesichert
- 20. März: Sophie von Thüringen, Herzogin von Brabant und Stammmutter des Hauses Hessen († 1275)

### Genaues Geburtsdatum unbekannt
- Roger Bertram, englischer Adeliger und Rebell († 1272)
- Hermann I., Graf von Henneberg († 1290)
- Isabelle de France, französische Prinzessin, Stifterin der Klarissenabtei Longchamp Humilité-Notre-Dame, Heilige der katholischen Kirche († 1269)
- Kinga von Polen, ungarische Prinzessin und Herzogin von Kleinpolen-Sandomir und Kleinpolen-Krakau, Heilige der katholischen Kirche († 1292)
- Mathilde von Brabant, Gräfin von Artois und Saint-Pol († 1288)
- Pribislaw I., Fürst zu Parchim-Richenberg († 1275)
- Wilhelm II., Herr von Dampierre und Graf von Flandern († 1251)

### Geboren um 1224
- 1224/1225: Jean de Joinville, Begleiter und Chronist des französischen Königs Ludwig IX. († 1317)
- 1224/1225: Michael VIII. Dukas Komnenos Palaiologos, Kaiser des Byzantinischen Reichs († 1282)
- 1224/1227: Bolesław VI. der Fromme, Herzog von Großpolen und von Kalisz († 1279)

## Gestorben

### Todesdatum gesichert
- 6. Februar: Guttorm, Erzbischof von Nidaros
- 24. März: Konrad III. von Scharfenberg, Bischof von Speyer und Metz sowie Kanzler des Heiligen Römischen Reiches (* um 1165)
- um den 27. März: William de Ste Mère-Église, Bischof von London
- 30. Juni: Adolf von Tecklenburg, Bischof von Osnabrück und Heiliger der katholischen Kirche (* um 1185)
- 30. Juli: Andreas von Guttenstein, böhmischer Geistlicher und Bischof von Prag
- vor 7. August: William d’Aubigny, 4. Earl of Arundel, englischer Magnat (* um 1203)
- 1. September: Gislebert von Mons, hennegauischer Chronist (* um 1150)
- 17. September: Song Ningzong, Kaiser der Song-Dynastie in China (* 1168)

### Genaues Todesdatum unbekannt
- Adolf I. von Dassel, Graf von Dassel und Ratzeburg sowie Marschall von Westfalen (* vor 1180)
- Bernhard II., erster Regent des Landes Lippe, Gründer von Lippstadt und Lemgo, Abt im Kloster Dünamünde und Bischof von Selonien (* um 1140)
- Bertold von Neifen, Bischof von Brixen
- Hōjō Yoshitoki, japanischer Regent im Kamakura-Shogunat (* 1163)
- Rainou, Graf von Forcalquier (* um 1155)
- Wilhelm IV., Graf von Mâcon und Vienne
- Wilhelm Raimund, Vizegraf von Béarn
- Yusuf II. al-Mustansir, Kalif der Almohaden (* 1197)

### Gestorben um 1224
- Gilles de Corbeil, französischer Arzt, Hochschullehrer und Dichter (* um 1140)